# Hvelreki
Hvelreki è il sesto album in studio del cantautore belga Ozark Henry, pubblicato nel 2010.

## Tracce
1. Out of This World – 4:49
2. This One's for You – 3:50
3. Eventide – 5:13
4. Godspeed – 5:59
5. Miss You When You're Here – 3:34
6. A Night Sea Journey – 5:10
7. Air and Fire – 4:26
8. Yours and Yours Only – 5:50
9. It's in the Air Tonight – 5:03
10. Hvelreki – 4:20
11. See the Lions – 5:29